# Východoslovenská energetika
Východoslovenská energetika a.s. (VSE) ist ein Energieversorgungsunternehmen in der Slowakei mit Sitz in Košice. Das vormals vollständig staatliche Unternehmen wurde 2002/2003 teilprivatisiert und ist seitdem eine Tochtergesellschaft der deutschen RWE.

## Anteilseigner
- Fond národného majetku (deutsch: Fonds des volkseigenen Vermögens) 51,0 %
- RWE 49,0 %